# 菱田信也
菱田 信也（ひしだ しんや、1966年5月13日- ）は、兵庫県神戸市出身の脚本家、劇作家、舞台演出家。

## 来歴
兵庫県神戸市生まれ。滝川高校から1986年に英知大学（現：聖トマス大学）仏文科に進学。2回生の時に「吉本興業新劇団オーディション・作家部門」で合格。大学に籍を置きながら放送作家やイベント舞台演出補として活動した。1989年に初めて書いた芝居の脚本は『HOLDMETIGHT〜抱きしめて、もっとつよく』（神戸・レストラン北野クラブ・ダンスホール）。翌1990年の『チンピラエレジー』（桂三枝原作、心斎橋2丁目劇場、作/演出）を劇作デビューとしている。
2006年  戯曲『パウダア－おしろい』にて第57回読売文学賞 戯曲シナリオ部門　受賞。

## テレビ脚本
- 暖流（2007年、毎日放送）
- 幻影〜ゲンヱイ〜（2008年、朝日放送）
- オトコマエ!2（2009年、NHK）
- 再生の町（2009年、NHK）
- サムスンスペシャル 伝えたい!僕らの夢 聴導犬が教えてくれたチカラ〜あすなろ学校の物語〜（2009年7月20日、TBS）[1]
- ジウ 警視庁特殊犯捜査係（2011年、テレビ朝日）
- グ・ラ・メ!～総理の料理番～ (2016年、テレビ朝日)
- ひきこもり先生　 (原案担当。2021年、NHK）

## 舞台脚本・演出
- 天童よしみ特別公演「くれない三度笠」（新歌舞伎座）
- 吉本新喜劇・中條健一二十周年特別公演（なんばグランド花月）
- GOCON vol.7「蟹京都〜試作版」（2004年12月）[2]
- 蟹京都（2006年1月）
- 手紙（2008年）

## 受賞歴
- 1999年 - 戯曲『グランドロマン』（第9回 上岡演劇祭 脚本奨励賞）
- 2001年 - 戯曲『いつも煙が目にしみる』（第1回 近松門左衛門賞 優秀賞）
- 2006年 - 戯曲『パウダア－おしろい』（第57回読売文学賞 戯曲シナリオ部門）
- 2019年　神戸市文化奨励賞

## 著書
- 小説　再生の町（2009年）
- 震災脚本家 菱田シンヤ（2014年12月）
- 芝居小屋戦記（2020年5月）